# Opatov (Svitavyi járás)
Opatov település Csehországban, a Svitavyi járásban. Opatov Semanín, Opatovec, Dětřichov, Janov, Třebovice, Anenská Studánka és Mikuleč településekkel határos. Lakosainak száma 1169 fő (2024. január 1.).

## Népesség
A település lakosságának változását az alábbi diagram mutatja:
| Lakosok száma | 2206 | 2150 | 1981 | 1267 | 1168 | 1097 | 1143 | 1146 | 1187 | 1169 |
|               | 1869 | 1890 | 1921 | 1950 | 1980 | 2001 | 2017 | 2019 | 2022 | 2024 |